# Uddevalla
Uddevalla è una città della Svezia, capoluogo del comune omonimo, nella contea di Västra Götaland nel paesaggio della Bohuslän. Ha una popolazione di 31.212 abitanti secondo il censimento del 2010.
Uddevalla è nata nel Medioevo come un luogo di commercio e le è stato riconosciuto lo status di città nel 1498.
Fino al Trattato di Roskilde nel 1658  la città appartenne, come il resto della regione della Bohuslän, alla Norvegia.
Per lungo tempo l'economia si è basata sull'export di beni. L'industrializzazione, a partire dagli inizi del XIX secolo, diede alla città una comunità aziendale più diversificata.
Uddevalla è gemellata con la città norvegese di Skien.

## Infrastrutture e trasporti
Presso Uddevalla passa la Strada europea E06, che attraversa il ponte di Uddevalla.